# Andrei Codrescu
 
Andrei Codrescu (pronunciat en romanès: [anˈdrej koˈdresku]; Sibiu, 20 de desembre de 1946) és un poeta, novel·lista, assagista, guionista i comentarista de National Public Radio nord-americà d'origen romanès. És el guanyador del premi Peabody per la seva pel·lícula Road Scholar i del premi Ovidi de poesia. Va ser professor distingit d'anglès Mac Curdy a la Louisiana State University des de 1984 fins a la seva jubilació el 2009.

## Biografia
El pare de Codrescu era un enginyer d'ètnia romanesa; la seva mare era una jueva no practicant. El seu fill va ser informat dels seus antecedents jueus als 13 anys. Codrescu va publicar els seus primers poemes en romanès amb el pseudònim Andrei Steiu. El 1965 ell i la seva mare, fotògrafa i impressora, van poder marxar de Romania després que Israel pagués 2.000 dòlars EUA (o 10.000 dòlars, segons altres fonts) al règim comunista romanès per cadascun d'ells. Després d'un temps a Itàlia, es van traslladar als Estats Units el 1966 i es van establir a Detroit, on es va convertir en un habitual del taller d'artistes i escriptors de John Sinclair. Un any més tard, es va traslladar a Nova York, on va passar a formar part de l'escena literària del Lower East Side. Allà va conèixer Allen Ginsberg, Ted Berrigan i Anne Waldman, i va publicar els seus primers poemes en anglès.
El 1970, el seu llibre de poesia, License to Carry a Gun, va guanyar el "Big Table Poetry Award". Es va traslladar a San Francisco el 1970 i va viure set anys a la costa oest, quatre dels quals a Monte Rio, una ciutat del comtat de Sonoma al riu Rus. També va viure a Baltimore (on va ensenyar a la Universitat Johns Hopkins), Nova Orleans i Baton Rouge, publicant un llibre cada any. Durant aquest temps va escriure poesia, contes, assaigs i ressenyes per a moltes publicacions, com ara The New York Times, Chicago Tribune, Los Angeles Times, Harper's i Paris Review. Va tenir columnes habituals a The Baltimore Sun, City Paper, Architecture, Funny Times, Gambit Weekly i Neon.
Codrescu ha estat comentarista habitual del programa de notícies de National Public Radio, All Things Considered, des de 1983. Va guanyar el premi Peabody de 1995 per la pel·lícula Road Scholar , una road movie nord-americana que va escriure i va protagonitzar, i va guanyar dues vegades el premi Pushcart. El seu llibre So Recently a World: Selected Poems, 1968-2016 va ser nominat al National Book Award.
El 1989, Codrescu va cobrir la Revolució Romanesa de 1989 per a la National Public Radio i la Nightline d' ABC News. El seu renovat interès per la llengua i la literatura romaneses va donar lloc a nous treballs escrits en romanès, com Miracle i catàstrofe, una entrevista d'un llibre realitzada pel teòleg Robert Lazu, i The Forgiven Submarine, un poema èpic escrit en col·laboració amb la poeta Ruxandra Cesereanu, que va guanyar el premi Cultural Radio România 2008. Els seus llibres han estat traduïts al romanès per Ioana Avadani, Ioana Ieronim, Carmen Firan, Rodica Grigore i Lacrimioara Stoie. El 2002 Codrescu va tornar a Romania amb un equip de vídeo de PBS Frontline World per "prendre la temperatura" de la seva terra natal i va produir la història, "My Old Haunts". L'any 2005 va ser guardonat amb el prestigiós premi internacional Ovidius (també conegut com a Premi Ovidi), entre els anteriors guanyadors hi ha Mario Vargas Llosa, Amos Oz i Orhan Pamuk.
El 1981, Codrescu es va convertir en ciutadà naturalitzat dels Estats Units. És l'editor i fundador de la revista en línia Exquisite Corpse, una revista de "llibres i idees". Va regnar com a rei del Krewe du Vieux durant la temporada de Mardi Gras de Nova Orleans de 2002. Té dos fills, Lucian i Tristan, del seu matrimoni amb Alice Henderson. Actualment està casat amb Laura Cole Rosenthal.
Els arxius de Codrescu i gran part de la seva biblioteca personal són ara part de les Col·leccions Especials de Biblioteques de la Universitat Estatal de Louisiana, la biblioteca de la Universitat Estatal d'Iowa, la Societat Històrica de Nova Orleans i la Universitat d'Illinois a Urbana–Champaign.

## Família
La seva primera esposa va ser Aurelia Munteanu, i la seva segona esposa va ser Alice Henderson, mare dels seus dos fills, Lucian Codrescu i Tristan Codrescu. La seva tercera dona, Laura Rosenthal (de soltera Cole), va ser editora d'Exquisite Corpse: a Journal of Books & Ideas i coeditora de tres antologies de poesia.

## Premis i guardons
- MacCurdy Professor distingit d'anglès, Louisiana State University
- Premi Peabody a Road Scholar
- Premi Ovidi
- National Endowment for the Arts Fellowships per a la poesia; edició; ràdio
- Premi de Poesia Taula Gran
- Lowell Thomas Gold Award a l'excel·lència en periodisme de viatges
- Premi de literatura de la Universitat Estatal de Towson
- Premi de poesia de la Fundació General Electric
- Premi ACLU Llibertat d'expressió; Premi Major's Arts, Nova Orleans
- Premi de Literatura de la Fundació Cultural Romanesa, Bucarest

## Obres

### Llibres
- 2019: no time like now: Poems (University of Pittsburgh Press)[16]
- 2017: Submarinul Iertat by Ruxandra Cesereanu & Andrei Codrescu Anniversary Edition with Epistolary (Bucharest: Editura Charmades)[17]
- 2016: The Art of Forgetting: new poems, translated into Romanian by Alexandru Oprescu, (Editura Caiete Silvane)[18]
- 2013: Bibliodeath: My Archives (With Life in Footnotes) (ANTIBOOKCLUB, ISBN 978-0-9838-6833-0)[19]
- 2013: So Recently Rent a World: New and Selected Poems, translated into Swedish by Dan Shafran (Coffee House Press)[20]
- 2011: Whatever Gets You through the Night: A Story of Sheherezade and the Arabian Entertainments (Princeton University Press, ISBN 978-1-4008-3801-1)[21]
- 2010: The Poetry Lesson (Princeton University Press)[22]
- 2009: The Posthuman Dada Guide: Tzara and Lenin Play Chess (Princeton University Press)[23]
- 2008: Jealous Witness: New Poems (with a CD by the New Orleans Klezmer All-Stars) (Coffee House Press)[24]
- 2007: Submarinul iertat, with Ruxandra Cesereanu, Timişoara, Romania: Editura Brumar; translated by Andrei Codrescu, as The Forgiven Submarine, Black Widow Press, 2009.[25]
- 2007: Femeia neagră a unui culcuş de hoţi, Bucharest: Editura Vinea.[26]
- 2006: New Orleans, Mon Amour: Twenty Years of Writing from the City, New York and Chapel Hill: Algonquin Books.[27]
- 2006: Miracol şi catastrofă: Dialogues in Cyberspace with Robert Lazu, Timişoara, Romania: Editura Hartman.
- 2005: Instrumentul negru. Poezii, 1965-1968, (Editura Scrisul Romanesc)[28]
- 2004: Scandal of Genius: How Salvador Dali Smuggled Baudelaire into the Science Fair (Dali Museum)[29]
- 2004: Wakefield: a novel, New York and Chapel Hill: Algonquin Books.[30]
- 2003: It Was Today: New Poems Minneapolis: Coffee House Press[31]
- 2002: Casanova in Bohemia, a novel New York: The Free Press[32]
- 2001: An Involuntary Genius in America’s Shoes (and What Happened Afterwards), Santa Rosa: Black Sparrow Press, Re-issue of The Life & Times of an Involuntary Genius, 1976, and In America's Shoes, 1983, with new forward and coda-essay.[33]
- 2000: The Devil Never Sleeps & Other Essays. New York: St. Martin's Press. Essays.[34]
- 2000: Poezii alese/Selected Poetry, bi-lingual edition, English and Romanian Bucharest: Editura Paralela 45.[35]
- 1999: A Bar in Brooklyn: Novellas & Stories, 1970-1978 Santa Rosa: Black Sparrow Press.[36]
- 1999: Messiah, a novel. Nova York: Simon & Schuster.[37]
- 1999: Hail Babylon! Looking for the American City at the End of the Millennium. New York: St. Martin's Press 1999, New York and London: Picador, 1999. Essays.[38]
- 1999: Ay, Cuba! A Socio-Erotic Journey. With photographs by David Graham. New York: St. Martin's Press, New York and London: Picador. Travel/Essay.[39]
- 1997: The Dog With the Chip in His Neck: Essays from NPR & Elsewhere. New York: St. Martin's Press, New York and London: Picador.[40]
- 1996: Alien Candor: Selected Poems, 1970-1995, Santa Rosa: Black Sparrow Press.[41]
- 1995: The Muse Is Always Half-Dressed in New Orleans. New York: St. Martin's Press. New York and London: Picador, 1996. Essays.[42]
- 1995: The Blood Countess. Nova York: Simon & Schuster. New York: Dell.[43]
- 1995: Zombification: Essays from NPR. New York: St. Martin's Press. New York and London: Picador.[44]
- 1994: The Repentance of Lorraine, New York: Rhinoceros Books. Reprint with new introduction of 1976 Pocketbooks edition by Ames Claire)[45]
- 1993: Belligerence, Minneapolis: Coffee House Press.[46]
- 1993: Road Scholar: Coast to Coast Late in the Century, with photographs by David Graham. A journal of the making of the movie Road Scholar. New York: Hyperion.[47]
- 1991: The Hole in the Flag: a Romanian Exile's Story of Return and Revolution (Nova York: Morrow. New York: Avon.[48]
- 1991: Comrade Past and Mister Present, Minneapolis: Coffee House Press.[49]
- 1990: The Disappearance of the Outside: a Manifesto for Escape. Boston: Addison-Wesley Co.1990; reissued by Ruminator Press, 2001[50]
- 1988: A Craving for Swan, Columbus: Ohio State University Press.[51]
- 1987: Monsieur Teste in America & Other Instances of Realism, Minneapolis: Coffee House Press.[52]
- 1987: Raised by Puppets Only to Be Killed by Research, Boston: Addison-Wesley.[53]
- 1983: In America’s Shoes, San Francisco: City Lights.[54]
- 1983: Selected Poems 1970-1980, New York: Sun Books.[55]
- 1982: Necrocorrida. San Francisco: Panjandrum Books.[56]
- 1979: The Lady Painter, Boston: Four Zoas Press.[57]
- 1978: For the Love of a Coat, Boston: Four Zoas Press.[58]
- 1975: The Life & Times of an Involuntary Genius. New York: George Braziller.[59]
- 1974: The Marriage of Insult & Injury. Woodstock: Cymric Press.[60]
- 1973: The History of the Growth of Heaven. New York: George Braziller.[61]
- 1973: A Serious Morning. Santa Barbara: Capra Press.[62]
- 1971: Why I Can’t Talk on the Telephone, San Francisco: kingdom kum press.[63]
- 1970: License to Carry a Gun. Big Table Poetry Award. Chicago: Big Table/Follet. reprinted, Pittsburgh: Carnegie-Mellon University Press.[64]

### Editor/fundador
- 1983-1997 Exquisite Corpse: a Journal of Books and Ideas
- 1997-2011 corpse.org, la versió en línia
- 2009-2011: The Exquisite Corpse Annual[65]

### Antologies editades
- 2019: Japanese Tales of Lafcadio Hearn (Princeton University Press)[66]
- 2000: Així va parlar el cadàver: un lector de cadàvers exquisit 1988-1998. Volum segon, Ficcions, viatges i traduccions. Coeditat amb Laura Rosenthal, Santa Barbara: Black Sparrow Press.[67]
- 1999: Així parlava el cadàver: un lector de cadàvers exquisit 1988–1998. Primer volum, Poesia i assaigs. Coeditat amb Laura Rosenthal, Santa Barbara: Black Sparrow Press.[68]
- 1996: Els poetes americans diuen adéu al segle XX. Coeditat amb Laura Rosenthal, Nova York: 4 Walls/8 Windows Press.
- 1988: American Poetry Since 1970: Up Late. Nova York: 4 Walls/8 Windows Press[69].
- 1990: The Stiffest of the Corpse: an Exquisite Corpse Reader, 1983-1990. San Francisco: City Lights Books.[70]

### Com a traductor
- 2019: A Praise of Sleep: Selected Poems of Lucian Blaga (Commonwealth Books, Black Widow)[71]
- 1989: A la cort de l'anhel: Poemes de Lucian Blaga, traducció. Columbus: Ohio State University Press.[72]

## Presència a les antologies en llengua anglesa
- Nascut a Utopia (Anthology of Romanian Modern and Contemporary Poetry). - editors Carmen Firan i Paul Doru Mugur, amb Edward Foster - Talisman House Publishers, 2006
- Testament - Anthology of Romanian Verse - American Edition - edició monolingüe en anglès - Daniel Ioniță (editor i traductor), amb Eva Foster, Daniel Reynaud i Rochelle Bews - Australian-Romanian Academy Publishing - 2017 -ISBN 978-0-9953502-0-5
- Testament - 400 anys de poesia romanesa - 400 de ani de poezie românească - edició bilingüe - Daniel Ioniță (editor i traductor principal) amb Daniel Reynaud, Adriana Paul i Eva Foster - Editura Minerva, 2019 -ISBN 978-973-21-1070-6
- La poesia romanesa des dels seus orígens fins al present - edició bilingüe anglès/romanès - Daniel Ioniță (editor i traductor principal) amb Daniel Reynaud, Adriana Paul i Eva Foster - Australian-Romanian Academy Publishing - 2020 -ISBN 978-0-9953502-8-1 ; LCCN - 202090783

## Comentaris polèmics
El 19 de desembre de 1995, l'emissió de Totes les coses considerades, Codrescu va informar que alguns cristians creuen en un "rapte" i quatre milions de creients ascendiran al Cel immediatament. Va continuar: "L'evaporació de 4 milions que creuen que aquesta merda deixaria el món un lloc millor a l'instant".
NPR es va disculpar posteriorment pels comentaris de Codrescu, dient: "Aquests comentaris van ofendre els oients i van creuar una línia de gust i tolerància que hauríem d'haver defensat amb més vigilància".